# ISO 3166-2:NR

Administrativní dělení ostrova Nauru

Kódy ISO 3166-2 pro Nauru identifikují 14 regionů (stav v roce 2015).

## Seznam kódů
```
NR-01 Aiwo
NR-02 Anabar
NR-03 Anetan
NR-04 Anibare
NR-05 Baiti
NR-06 Boe
NR-07 Buada
NR-08 Denigomodu
NR-09 Ewa
NR-10 Ijuw
NR-11 Meneng
NR-12 Nibok
NR-13 Uaboe
NR-14 Yaren
```